# Franck Biancheri (Politiker, 1961)

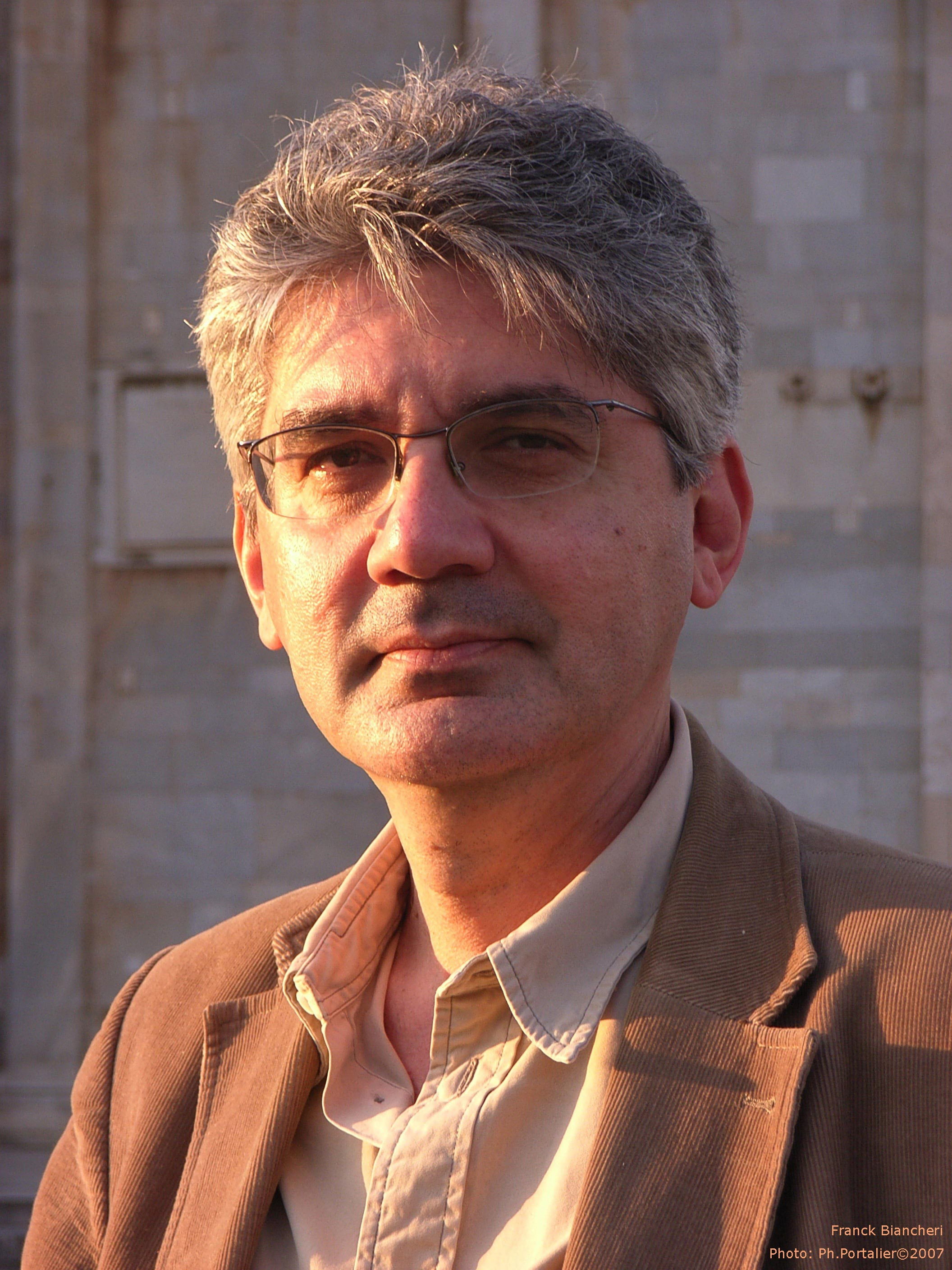
Franck Biancheri

Franck Biancheri (* 11. März 1961 in Nizza; † 30. Oktober 2012) war ein französischer politischer Aktivist. Er war Mitbegründer und Ehrenvorsitzender der Partei Newropeans.

## Leben
Franck Biancheri war ein Enkel italienischer Einwanderer und Absolvent der Pariser Elite-Universität Sciences Po. Er war Vater einer Tochter und lebte in Cannes.

## Aktivitäten
Franck Biancheri gründete 1985 die EGEE, den Vorgänger der europäischen Organisation AEGEE und hat diese in den ersten drei Jahren auch geleitet. Er gehörte 1987 zu den Unterstützern der Gründung des Erasmus-Programmes, indem er Präsident François Mitterrand davon überzeugte, sich für die Finanzierung dieser europäischen Initiative einzusetzen.
1998 gründete er die europäische Denkfabrik Europe 2020, der sich mit der Zukunft der europäischen Demokratie und Verfassung und der europäischen Rolle in einer kommenden globalen Krise beschäftigt, und war dessen wissenschaftlicher Direktor. Zudem war er Präsident der euro-amerikanischen Organisation TIESWeb.
Er war Ehrenvorsitzender der Partei Newropeans, die sich für die Demokratisierung der EU einsetzt. Die Newropeans traten erstmals als Partei bei der Europawahl 2009 an. Sie verstehen sich als die einzige transnationale politische Bewegung, die angesichts der fehlenden politischen Führung der EU für deren Demokratisierung eintritt. Biancheri selber trat als Spitzenkandidat für seine Partei im Wahlkreis Sud-Est an.
Während der EU-Ratspräsidentschaft Spaniens im ersten Halbjahr 2010 wurde Franck Biancheri im Rahmen der „Agenda der Bürger zu Wissenschaft und Innovation“ als einer von 14 europäischen Bürger präsentiert, deren Erfindungen oder Forschungsergebnisse heute Teil des alltäglichen Lebens geworden sind.
Im Dezember 2010 ist sein Buch mit dem Titel „Nach der Krise – Auf dem Weg in die Welt von Morgen“ erschienen. 2011 wurde es als einer unter sieben Essays für die Verleihung des Preis des Europäischen Buches nominiert.